# Philippe Parreno
Philippe Parreno (* 1964 in Oran, Algerien) ist ein französischer Künstler und Filmemacher. Er schafft Installationen, Filme, Zeichnungen und Texte, die meistens in Abhängigkeit zum Kontext und Ort ihrer Präsentation konzipiert sind. Parreno lebt in Paris.

## Leben und Werke
Philippe Parreno wurde in Oran, Algerien geboren und wuchs in Grenoble, Frankreich auf. Er studierte an der École des Beaux-Arts in Grenoble (1983–1988) und am Institut des hautes études en arts plastiques, Palais de Tokyo in Paris (1988–1989). Bekannt wurde er in den 1990er-Jahren durch Kollaborationen mit anderen Künstlerinnen und Künstlern und durch einen kreativen Ansatz, der sich gegen die Produktion kontextloser Objekte richtete und sich der Ausstellung als künstlerischem Medium zuwandte. Diese konzipierte er vergleichbar einem Film oder einem Musikstück als temporäres, mehrstufiges Ereignis. Bis heute ist die spezifische, d. h. ortsspezifische und kontextbezogene Ausstellung Leitmotiv seines Schaffens.
Seine Werke drehen sich hauptsächlich um die Natur eines Bildes sowie die Art und Weise, seine Ausstellungen darzustellen. Parreno hatte Ausstellungen im Musée d’art moderne de la Ville de Paris, im San Francisco Museum of Modern Art, im Kunstverein München, in der Kunsthalle Zürich und dem Irish Museum of Modern Art. Seine Werke gehören unter anderem den Sammlungen des Museum of Modern Art New York (MoMA), des Walker Art Center (USA), des Centre Georges Pompidou (Frankreich), des Musée d’art moderne de la Ville de Paris (Frankreich), des Solomon R. Guggenheim Museum New York, des Museum of Modern Art in San Francisco und dem japanischen Museum of the 21st Century an.
Im Juni 2006 veröffentlichte Universal International unter der Regie von Parreno und dem schottischen Kunstfilmemacher Douglas Gordon einen Dokumentarfilm in Spielfilmlänge mit dem Titel "Zidane", dessen Uraufführung 2006 beim Filmfestival von Cannes stattfand. Der Film wurde von Hellmuth Costards Film, Fußball wie noch nie von 1970 inspiriert. Dieser handelte über den Manchester United Spieler George Best. Bei den Dreharbeiten zu diesem Film benutzte Costard acht 16-mm-Kameras, um Georg Best über die gesamte Spielzeit verfolgen zu können. Sein Film wurde 1971 bei der deutschen Rundfunkanstalt ARD ausgestrahlt.
Philippe Parreno arbeitete unter anderem mit Dominique Gonzalez-Foerster, Pierre Huyghe, Tino Sehgal, Hans-Ulrich Obrist und Simon Critchley zusammen. Er trug des Weiteren ein Kapitel zu Sound Unbound: Sampling Digital Music and Culture (MIT Press, 2008) bei, herausgegeben von Paul D. Miller alias DJ Spooky. Zudem schrieb er einen Artikel für die Erstausgabe des "Above Magazines".

## Ausstellungen
- 2013: Anywhere, Anywhere Out of the World, Palais de Tokyo, Paris
- 2016: Anywhen. Tate Modern, London.
- 2018: Philippe Parreno, Martin-Gropius-Bau, Berlin.